# 2 Scorpii
2 Scorpii (A Scorpii) é uma estrela na direção da Scorpius. Possui uma ascensão reta de 15h 53m 36.73s e uma declinação de −25° 19′ 37.5″. Sua magnitude aparente é igual a 4.59. Considerando sua distância de 434 anos-luz em relação à Terra, sua magnitude absoluta é igual a −1.03. Pertence à classe espectral B2.5Vn.